# Хнацах (Аскеран)
Хнацах (вірм. Խնածախ), Ханюрду (азерб. Xanyurdu), також Лернаван — село у Аскеранському районі Нагірно-Карабаської Республіки. Село розташоване на трасі Степанакерт — Дрмбон — Мартакерт між столицею НКР Степанакертом та селом Айгестан.

## Пам'ятки
- В селі розташована церква Сурб Аствацацін 19 ст., кладовище 18-19 ст., джерело 19 ст., селище «Кхкатех» 12-13 ст., млин 19 ст. та хачкар 13 ст.

## Відомі люди
- Єпископ Макар (1823—1906) — вірменський релігійний діяч, мандрівник, письменник, етнограф.